# Henrich Ravas
Henrich Ravas (* 16. srpna 1997) je slovenský fotbalový brankář a mládežnický reprezentant, v současnosti působí v polskem fotbalovém klubu Widzew Lodž.

## Klubová kariéra
- FK Senica (mládež)
- TJ Spartak Myjava (mládež) –2014
- Peterborough United FC 2014–2015
- →  Boston United FC (hostování) 2015
- Derby County FC 2016–2021

Odchovanec FK Senica Henrich Ravas působil na Slovensku ještě v klubu TJ Spartak Myjava. V létě 2014 odešel z Myjavy na testy do klubu Peterborough United FC, kam následně přestoupil. V srpnu 2015 jej získal na hostování anglický klub Boston United FC z National League North (šestá liga). Soutěžní debut za Pilgrims (jak se Bostonu United přezdívá) absolvoval krátce nato v utkání proti Lincoln City FC v Lincolnshire Cupu, v němž vychytal čisté konto. První start v National League North si připsal 9. 8. 2015 ve svých sedmnácti letech proti Stockport County FC (prohra 1:2).
V lednu 2016 podepsal kontrakt na 2,5 roku s druholigovým anglickým klubem Derby County FC.

## Reprezentační kariéra
Nastupoval za slovenský reprezentační výběr U19.